# Lixiviado
En general se denomina lixiviado al líquido resultante de un proceso de percolación de un fluido a través de un sólido. El lixiviado generalmente arrastra gran cantidad de los compuestos presentes en el sólido que atraviesa.
El término lixiviado se usa en casi todas las ciencias ambientales, siendo su uso más general el que corresponde al lixiviado de los depósitos controlados, por lo que generalmente se asocia el término lixiviado a los líquidos que se gestionan en los depósitos controlados de residuos. 

## Lixiviado del depósito controlado
El lixiviado es un  tipo de agua que pasa a través de los residuos depositados y que los extrae, disueltos o suspendidos, formando materiales a partir de ellos. El lixiviado está formado por la mezcla de las aguas de lluvia infiltradas en el depósito, otros productos y compuestos procedentes de los procesos de degradación de los residuos.
Una parte importante del agua que interviene en el balance del agua de un depósito controlado se convierte en lixiviado. El tratamiento del lixiviado supone un elevado coste, tanto durante la fase de explotación como durante la fase posterior de vigilancia pos clausura. Una gestión correcta del agua evitará la innecesaria e incontrolada formación de lixiviados, reduciendo significativamente los costes de explotación. El mejor lixiviado es el que no se genera.
Lixiviado = Agua en el residuo + Infiltración agua de lluvia + Entradas agua subterránea

## Procesos de generación del lixiviado
Una adecuada gestión del lixiviado se debe centrar en primer lugar en minimizar todas las fuentes de líquidos que puedan entrar en contacto con el residuo y, una vez que este contacto agua-residuo ya se ha producido y por tanto, se ha generado lixiviado, en recogerlo y conducirlo a un punto, balsa o depósito de almacenamiento previo a su posterior tratamiento.
Si observamos las distintas etapas de explotación y clausura del ciclo de vida de un depósito controlado de residuos, el balance hídrico se asemeja al esquema siguiente:

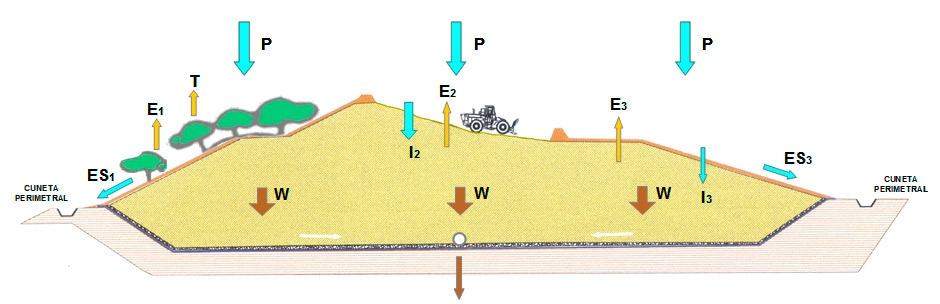
Balance hídrico en un depósito controlado.

Según esto, en el área en explotación no es posible reducir el agua infiltrada, si bien hay que tener en cuenta que a mayor área descubierta, mayor infiltración. Hay que llegar a un compromiso entre una superficie descubierta mínima que permita el adecuado movimiento de la maquinaria en función de las toneladas diarias gestionadas. 
En el área clausurada, sobre todo si se ha utilizado geomembrana, la infiltración es cero (salvo accidente). Por tanto hay que actuar en las áreas con cubrición temporal para reducir la infiltración
El lixiviado debe ser captado y conducido hacia una balsa o depósito de acumulación para desde allí ser tratado antes de ser evacuado al medio. El tratamiento más efectivo de los lixiviados es su minimización por lo que el diseño y la gestión correcta del depósito controlado es vital. 
Los depósitos controlados se diseñan de manera que los lixiviados se recojan y acumulen en balsas antes de su tratamiento.
En España, el Real Decreto 1481/2001 del 27 de diciembre de 2001, por el que se regula la eliminación de residuos mediante depósito en vertedero, recoge los procedimientos de control y vigilancia del lixiviado en la fase de explotación como en la fase de vigilancia posclausura del depósito controlado.

## Sistema captación y transporte del lixiviado
Un sistema convencional se deberá dimensionar para garantizar la recogida de todos los lixiviados acumulados sobre el sistema de impermeabilización. 
De forma general los principales elementos que suelen constituir un sistema de captación y transporte estándar son: capa de drenaje, punto de bombeo dotado de caseta de bombeo y sumidero, tubo colector y tubería de transporte a la balsa o depósito de almacenamiento.

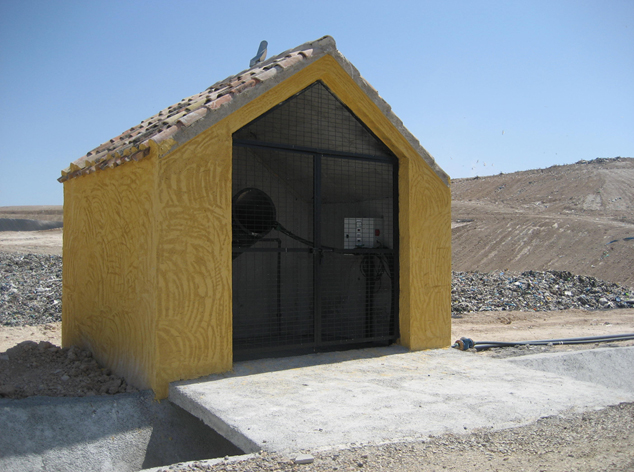
Caseta de bombeo de lixiviados

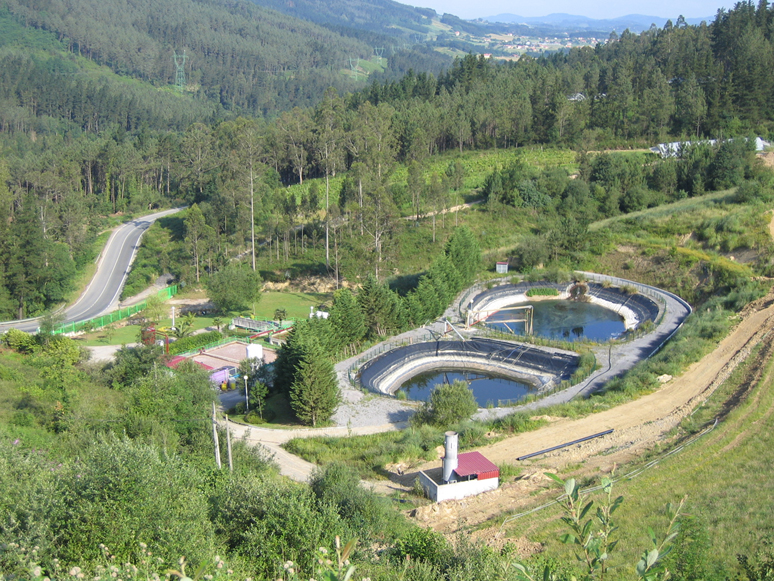
Balsa de almacenamiento de lixiviados

## Caracterización del lixiviado
Cada lixiviado tiene una naturaleza y una composición diferente dependiendo del tipo de residuo que lo genera, de las condiciones climáticas y de la edad del depósito controlado. Por lo general, los lixiviados presentan altos niveles de contaminación, principalmente debidos a:
- Elevadas concentraciones de materia orgánica
- Concentraciones de nitrógeno, principalmente en forma de amonio
- Altas concentraciones en sales, principalmente cloruros y sulfatos
- Baja presencia de metales pesados

El siguiente gráfico presenta la distribución en % de los contaminantes mayoritarios de los lixiviados de varios depósitos controlados

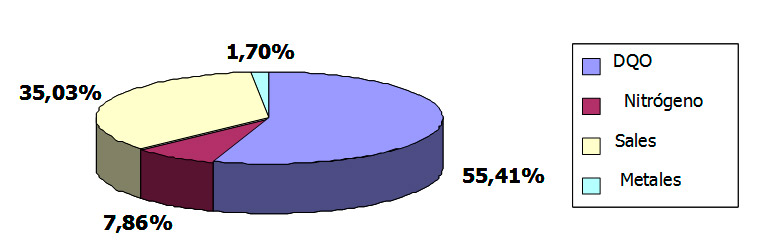
Distribución en % de los contaminantes mayoritarios de los lixiviados de varios depósitos controlados

Otra característica importante de los lixiviados es que su calidad va cambiando a lo largo de la vida del depósito controlado.
En general en el lixiviado según va pasando el tiempo:
- Disminuye la biodegradabilidad de la materia orgánica
- Aumenta la concentración de amonio
- Aumenta la presencia de sales

## Sistemas de tratamiento
La selección del proceso más adecuado para el tratamiento del lixiviado varía en función de las características del propio lixiviado, de su composición química. Así, los parámetros de concentración de amonio, materia orgánica biodegradable y no biodegradable, conductividad y cloruros son factores importantes que determinan cuál es la tecnología más adecuada para aplicar en el tratamiento de estos lixiviados.
Pero también han de considerarse las características del medio receptor de los efluentes tratados, así como los límites legales de vertido. Muchos tratamientos generan a su vez otras fracciones residuales y concentrados que deben a ser gestionados. Pero además de los factores técnicos y legales hay que valorar los aspectos económicos, inversión y costes de explotación. 
Los técnicos de los depósitos controlados deben seleccionar e implantar las mejores tecnologías disponibles adaptándolas a cada tipo de instalación. En el momento que se requiere la instalación de una planta de tratamiento de lixiviado se debe realizar un estudio de viabilidad tecnológica y seleccionar la mejor tecnología disponible. Dada la complejidad química de los lixiviados, normalmente  su tratamiento adecuado implica una combinación de distintas tecnologías.
El siguiente cuadro presenta las tecnologías disponibles para el tratamiento de los lixiviados
| Tratamientos térmicos                      | Tratamientos biológicos                                                  | Tecnologías de membranas                                           | Tratamientos físico-químicos                                                                                                  |
| ------------------------------------------ | ------------------------------------------------------------------------ | ------------------------------------------------------------------ | --- |
| - Secado - Evaporación - Evapocondensación | - Fangos activos - SBR - Lechos bacterianos - Biodiscos - Lagunaje - MBR | - Ósmosis inversa - Ósmosis directa - Filtración - Ultrafiltración | - Stripping de amoniaco - Carbón activo - Oxidación - Ozonización - Precipitación - Coagulación-floculación - Electrodiálisis |

Debido a la complejidad de la matriz del lixiviado es muy difícil que un solo tipo de tratamiento consiga un efluente apto para ser vertido al medio natural, por lo que en muchas ocasiones los tratamientos completos consisten en la suma de diferentes procesos en serie, lo que confiere una complejidad importante al tratamiento y en este sentido el desarrollo de programas I+D+i, se hacen casi imprescindibles para desarrollar nuevas tecnologías de tratamiento que se adapten a la naturaleza de los lixiviados

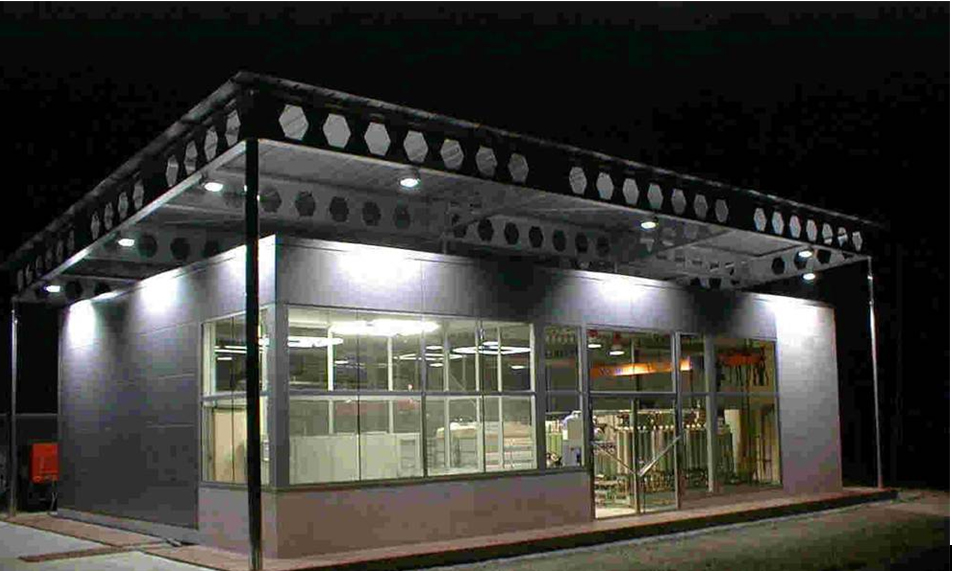
Planta de tratamiento de lixiviados por Ósmosis Inversa